# Moto Bimm
La Moto Bimm è stata una casa motociclistica italiana, e successivamente un marchio della Bimotorm attiva dalla fine degli anni 1968 al 1985. L'azienda venne fondata a Prato da Josè Becocci, già riparatore e elaboratore di motociclette. Il logo di Bimm era costituito dalle parole "Moto" e "Bimm" sovrapposte, in caratteri stampatello e colore rosso, poste all'interno di una ideale figura ovoidale. Sovrapposta ad esse, la stilizzazione delle ali di un'aquila, in segmenti colore oro. La scritta "ciclomotori", stampatello, era posizionata nello spazio sottostante.

## Storia
La prima sede dell'azienda fu stabilita in via Pistoiese, presto spostata, complice un primo incremento produttivo, in via privata Rospigliosi nella frazione di Santorezzo di Montemurlo, all'epoca provincia di Firenze (Prato sarebbe divenuta capoluogo di provincia solamente molti anni dopo). Cosa comune all'epoca per aziende di dimensioni non grandi, per velocizzare i tempi e abbattere i costi di ricerca e sviluppo, i motori venivano quasi sempre fatti progettare o comunque acquistati, in forma customizzata da costruttori quali Minarelli, azienda alla quale anche la Bimm si appoggiò per l'intera sua esistenza, utilizzando candele Lodge per l'accensione (fattori, questi ampiamente pubblicizzati sui dépliant). Mentre altra componentistica era acquistata sul mercato del già esistente (la parte elettrica era spesso di derivazione Aprilia), i telai e le meccaniche eranoquasi sempre progetti propri. La neonata Moto Bimm, che nel 1969 si occupò anche dell'omologazione delle prime moto prodotte dalla Moto Gori di Firenze (vendute quindi con il marchio Gori-Bimm), in tempo per la loro presentazione al Salone del Ciclo e Motociclo di Milano di quell'anno. Moto che, riportando successi nel motocross, trainarono entrambi i marchi.
Nel 1969 erano a listino ciclomotori tubolari (quali il EZM con ruote da 16) e cross (quali il "modello cross") per un totale di 12 modelli che arriveranno, nel corso dell'anno, a 18, dopo la prima vittoria della Bimm alla Camucia-Cortona, con Andrea Fornaro. Nel 1970 saranno a listino 18 fra modelli e versioni, saliti a 24 nel 1971, dopo la prima vittoria nel Campionato Italiano 1971 velocità salita classe 50cc, ottenuta con un motore a valvola rotante, condotto da Franco Ravagli.
Se i modelli cross di riferimento erano il P/4 e P/6 cross, era il Bimm P6 Sport, venduto a 200.000 lire, con telaio a doppia culla continua, forcella anteriore Stagni, a rappresentare la versione stradale di tale ciclomotore, cercando di sfruttare l'effetto traino delle vittorie su pista. Il resto della produzione invogliava all'acquisto soprattutto persone che abbisognavano di un mezzo economico per il tragitto casa-lavoro, spesso interurbano e su strade non ben manutenute, facilmente riparabile.

## Gli anni settanta
All'inizio degli anni settanta l'azienda mutò denominazione, chiamandosi Bimotor (con nome in caratteri stampatelli a colore rosso), e trasformando il nome Moto Bimm, che resterà comunque l'unico apposto sui prodotti in marchio. L'indirizzo, che appariva sui dépliant come mutato in via Siena, sempre a Montemurlo, altro non era che dovuto alla ridenominazione dei toponimi da parte del comune, che pubblicizzò via privata Rospigliosi in via Siena, in un'ottica di sistematizzazione di quella che era oramai un'area industriale sviluppata.
Il cambio sociale era invece legato al fatto che uno dei soci, Andrea Becocci, aveva deciso di fondare una propria casa motociclistica, la AIM Moto (Assemblaggio Italiano Motocicli), con sede prima in via Zipoli 24/26 a Prato, e successivamente in via Nuova di Gabolana a Vaiano (strada poi ridenominata via G. Di Vittorio). In questo modo, se unica restava la ditta (Bimotor), con sede legale in via Bisenzio 39-41 (numerazione all'epoca corrispondente agli edifici all'angolo con via Siena), ognuno dei due soci avrebbe utilizzato un marchio proprio e propri stabilimenti produttivi.
Nel 1972 la sede della Bimm venne definitivamente ampliata, con nuovi capannoni, popolando uno spazio industriale ulteriore fra le aree di via Siena e nuove strutture in via Bisenzio 43/45/47 a Montemurlo. La produzione era già estremamente diversificata: il listino di quell'anno riportava modelli economici (V1T, Mini K, V/1 Billo, P/3 T, v/2 S, P4 T, altri tubolari), accanto a modelli "sport" che richiamavano le competizioni, quali il P/4 S ed il P/4 e P/6 Cross, top di gamma.
Un cambio nella grafica vide l'anno successivo, il nome bimotor, modificato in "bimotor industria ciclomotori", ed il logo restilizzato in caratteri corsivi blu seguiti da una linea continua, sovrastanti il resto della denominazione; tale nuovo logo, apposto in caratteri cubitali sull'ingresso ad arco alla sede, all'angolo fra via Bisenzio e via Siena, sarebbe stato da allora posto come intestazione nei dépliant, mentre i ciclomotori avrebbero continuato ad essere marchiati "moto bimm".
Nel 1974 l'azienda ricevette il "Mercurio d'oro - oscar europeo". Fra i modelli a listino, il 12 Bimm P/4 A idr, disponibile in 4 versioni.
Negli seconda anni settanta la produzione raggiunse il suo apice, con l'uscita nel 1976, di ventimila esemplari. Si trattò del punto massimo toccato dall'azienda, prima del declino, con la famiglia proprietaria che sarebbe stata peraltro l'anno successivo, oggetto di un tentativo di estorsione, con il posizionamento di un pacco di tre chili di tritolo davanti all'abitazione privata del fondatore.
Nel 1976 la grafica del marchio viene modernizzata, mentre nel 1978 la Moto Bimm vinse il suo ultimo trofeo: il campionato italiano cross 50cc.

## Gli anni ottanta e la chiusura
Negli anni ottanta l'azienda puntò su modelli in linea con un nuovo pubblico di utenti dei 50cc: studenti, oltre ai lavoratori ed ai pendolari. Mezzi pensati per spostamenti urbani, più che per le tratte pendolari degli operati dei decenni precedenti, e con una maggiore cura della linea. Vennero così lanciati e prodotti il Fiesta, il City, il Soul, accanto ai classici modelli da cross (Cross Code e Cross Competition). Si cercò di intercettare anche la domanda dei nuovi "tuboni", con modelli quali il Free.
Nonostante notevoli investimenti tecnici per migliorare le tecnologie produttive (nel 1976 la creazione di un reparto meccanografico e nel 1983, la creazione di un nuovo impianto di verniciatura in proprio) la Bimm subì, al pari di molteplici altre aziende di medie e piccole dimensioni, la concorrenza dei grandi produttori, ed un pubblico che, nel settore dei 50cc, privilegiava i costi bassi, la facilità nel reperire ricambi, la potenza delle mode promosse attraverso i media con campagne pubblicitarie che solo gruppi enormi potevano permettersi, quando case quali Bimm ed altre potevano affrontare solo inserzioni cartacee. Era contestualmente finito il tempo delle elaborazioni e delle corse private dei ciclomotori, settore molto importante per la Bimm, che non seppe inserirsi nel comparto delle 125 stradali, unica via d'uscita negli anni ottanta.
Dopo una produzione sempre più rarefatta, e la vendita delle rimanenze, nel 1985 la Bimotor cessò ogni attività in ambito motociclistico, scomparendo il marchio Bimm.

## La sede storica
I capannoni vennero utilizzati fino al primo decennio degli anni 2000, sfruttandone le capacità date dagli investimenti tecnologici degli anni precedenti e le caratteristiche logistiche. Da una parte vi vennero svolte lavorazioni conto terzi (quali la verniciatura di lampade ad incasso per conto di Targetti), e dall'altra furono ceduti. La parte storica dell'azienda, in via Bisenzio all'angolo con via Siena (al numero divenuto 55), fu utilizzata per la fornitura dei pezzi di ricambio ancora disponibili fino ad esaurimento; alla fine degli anni ottanta, vi fu creata un'azienda di biciclette sempre a nome Bimm, con assemblaggio di mountain bike e bici anche a marchio Bartali, la cui attività è cessata nel 2013 con il trasferimento in altra sede.
Oggi, tali capannoni storici e l'ingresso sormontato dal logo "Bimotor" non esistono più, abbattuti e sostituiti da nuove costruzioni. Le strutture della parte relativamente più recente del complesso, dai numeri 39 al 53, sono oggi invece adibite ad altre funzioni commerciali ed imprenditoriali.

## Palmarès
La Moto Bimm si dedicò soprattutto alla competizione di gare in salita, con colori ben identificabili (gialli e verdi).
Il campionato Italiano della Montagna nel 1971 fu vinto con Franco Ravagli e, l'anno successivo, con Pierpaolo Bianchi.
Nel 1978 la Moto Bimm vinse il campionato italiano cross 50cc